# Luís Antônio de Siqueira

Armas do visconde de Itabapoana.

Luís Antônio de Siqueira, primeiro e único barão e visconde de Itabapoana (Campos dos Goytacazes, 1796 — 4 de dezembro de 1879), foi um fazendeiro brasileiro.
Filho do capitão Antônio José de Siqueira e de Antônia Rita Fortunata da Conceição, casou-se com sua sobrinha Antônia da Conceição Tinoco de Siqueira, com quem não teve filhos.
Fazendeiro de cana-de-açúcar, foi agraciado barão em 2 de dezembro de 1854 e visconde em 24 de março de 1876, também comendador da Imperial Ordem da Rosa e da Imperial Ordem de Cristo e fidalgo cavaleiro da Casa Imperial.